# 斯特雷特芒特 (阿拉巴馬州)
斯特雷特芒特（英語：Straight Mountain）是一個位於美國阿拉巴馬州布朗特縣的非建制地區。該地的面積和人口皆未知。

## 地理
斯特雷特芒特的座標為33°52′35″N 86°23′40″W / 33.876389°N 86.394444°W，而該地最高點為海拔高度348米（即1142英尺）。